# 特利堡足球會
特利堡足球會（Trelleborgs FF）是瑞典足球俱乐部，位于特雷勒堡。俱乐部成立于1926年11月6日，现为瑞典次级联赛瑞典足球超甲级联赛球队。在2007赛季之前球队曾12次参加过超级联赛，并且取得过1994-95赛季欧洲联盟杯的资格，后被布莱克本流浪者所淘汰。 
在2004赛季球队在超级联赛中排名垫底而降入甲级联赛。2005年球队只取得了甲级联赛第11名。但是到了2006赛季成为球队成功的一个赛季，球队取得了联赛冠军从而取得了晋级超级联赛的资格。

## 球队荣誉
- 瑞典足球超级联赛:
  - 最好名次 (季军): 1992年

瑞典足球甲级联赛
冠军: 2006年

## 著名球员
- 安德烈斯·伊萨克森